# Raïon de Kamieniets
Le raïon de Kamieniets (en biélorusse : Камянецкі раён, Kamianietski raïon), aussi appelé raïon de Kamianiets ou de Kamenets (en russe : Каменецкий район, Kamenetski raïon) est une subdivision de la voblast de Brest, en Biélorussie. Son centre administratif est la ville de Kamieniets.

## Géographie
Le raïon couvre une superficie de 1 687,11 km2, dans l'ouest de la voblast. Le raïon de Kamianets est limité au nord-est et à l'est par le raïon de Proujany, au sud par le raïon de Jabinka, le raïon de Brest et la Pologne (voïvodie de Mazovie), à l'ouest et au nord-ouest par la Pologne (voïvodie de Podlachie).

## Histoire
Le raïon de Kamieniets a été fondée le 15 janvier 1940.

## Population

### Démographie
Les résultats des recensements (*) montrent une diminution de la population du raïon depuis 1959.
| 1959*  | 1970*  | 1979*  | 1989*  | 1999*  | 2009*  |
| ------ | ------ | ------ | ------ | ------ | ------ |
| 54 904 | 51 178 | 45 148 | 43 528 | 43 723 | 39 143 |

### Nationalités
Selon les résultats du recensement de 2009, la population du raïon se composait de quatre nationalités principales :
- 83,19 % de Biélorusses ;
- 7,36 % d'Ukrainiens ;
- 6,71 % de Russes ;
- 1,72 % de Polonais..

### Langues
En 2009, la langue maternelle était le biélorusse pour 43 % des habitants du raïon de Kamieniets et le russe pour 52,07 %. Le biélorusse était parlé à la maison par 17,6 % de la population et le russe par 80,18 %.